# 赫拉奇克·巴巴扬
赫拉奇克·巴巴扬（1996年8月1日—）生于埃里温，是一名亚美尼亚男子射击运动员，主攻步枪。赫拉奇克受同班同学的影响开始接触射击运动，14岁时开始在射击学校练习。大学时，他进入亚美尼亚国立体育与文化学院就读。赫拉奇克的弟弟Hayk同样是一名射击运动员，Hayk受赫拉奇克影响，11岁时开始练习射击。